# Ambroży (Paraszkewow)
Ambroży, imię świeckie Aleksandr Aleksandrow Paraszkewow (ur. 9 czerwca 1942 w Swisztowie, zm. 18 sierpnia 2020 w Silistrze) – bułgarski biskup prawosławny.

## Życiorys
Szkołę średnią ukończył w rodzinnym mieście, następnie ukończył studia w instytucie chemiczno-technologicznym w Sofii. W 1983 podjął studia na Akademii Duchownej św. Klemensa Ochrydzkiego, które w 1987 ukończył. 13 sierpnia 1983 w monasterze Świętych Cyryla i Metodego w Klisurze złożył wieczyste śluby mnisze przed metropolitą widyńskim Filaretem. 19 października 1983 ten sam duchowny wyświęcił go na hierodiakona, zaś 15 sierpnia 1984 – na hieromnicha. W 1989 otrzymał godność archimandryty. Rok wcześniej Ambroży (Paraszkewow) został przełożonym monasteru św. Jana Chrzciciela w Łopuszanach.
3 kwietnia 1994 metropolita newrokopski Pimen wyświęcił go na biskupa w ramach Bułgarskiego Kościoła Prawosławnego (Synodu alternatywnego). W 1998 duchowny wystąpił z tegoż Kościoła i powrócił do Bułgarskiego Kościoła Prawosławnego, otrzymując tytuł biskupa branickiego. Od 1999 do 2004 był wikariuszem eparchii widyńskiej, zaś od 2004 do 2010 – eparchii wraczańskiej. 17 stycznia 2010 został metropolitą dorostolskim. Zmarł w 2020 r. na COVID-19.